# Il Giorno in cui la Terra sorrise

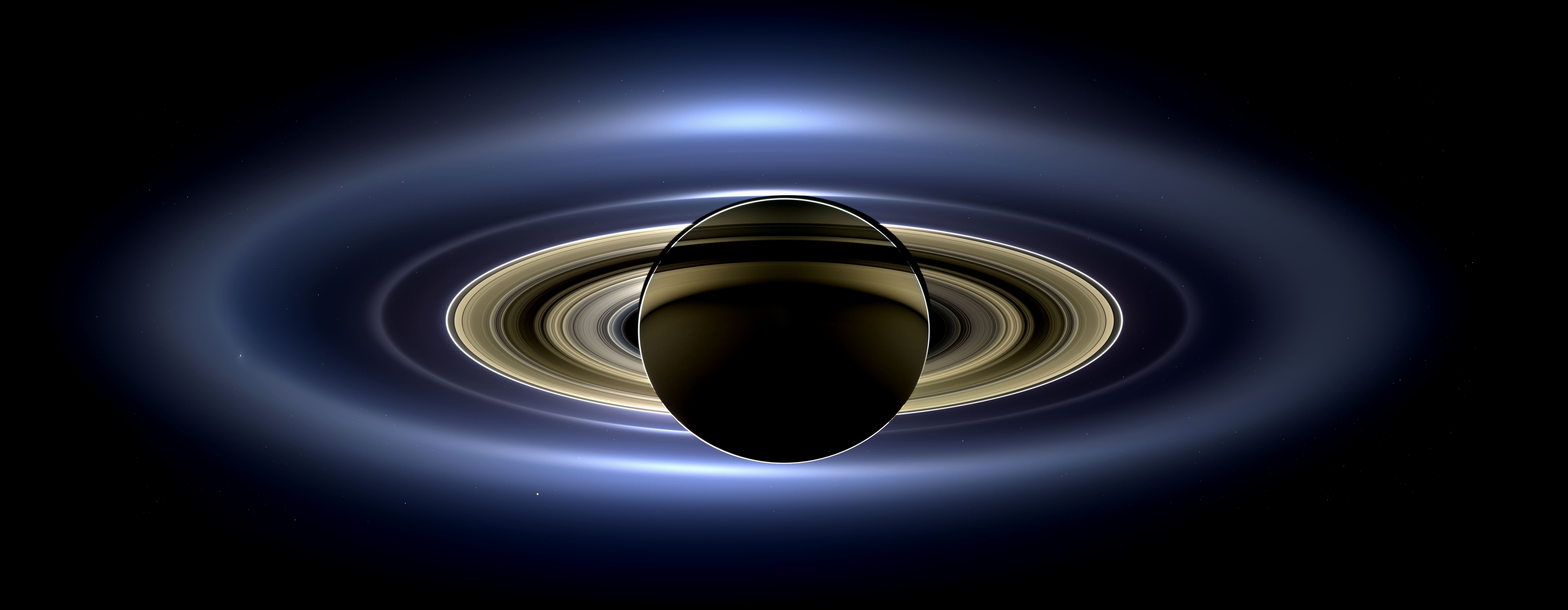
Mosaico completo delle immagini riprese dalla sonda Cassini il 19 luglio 2013.

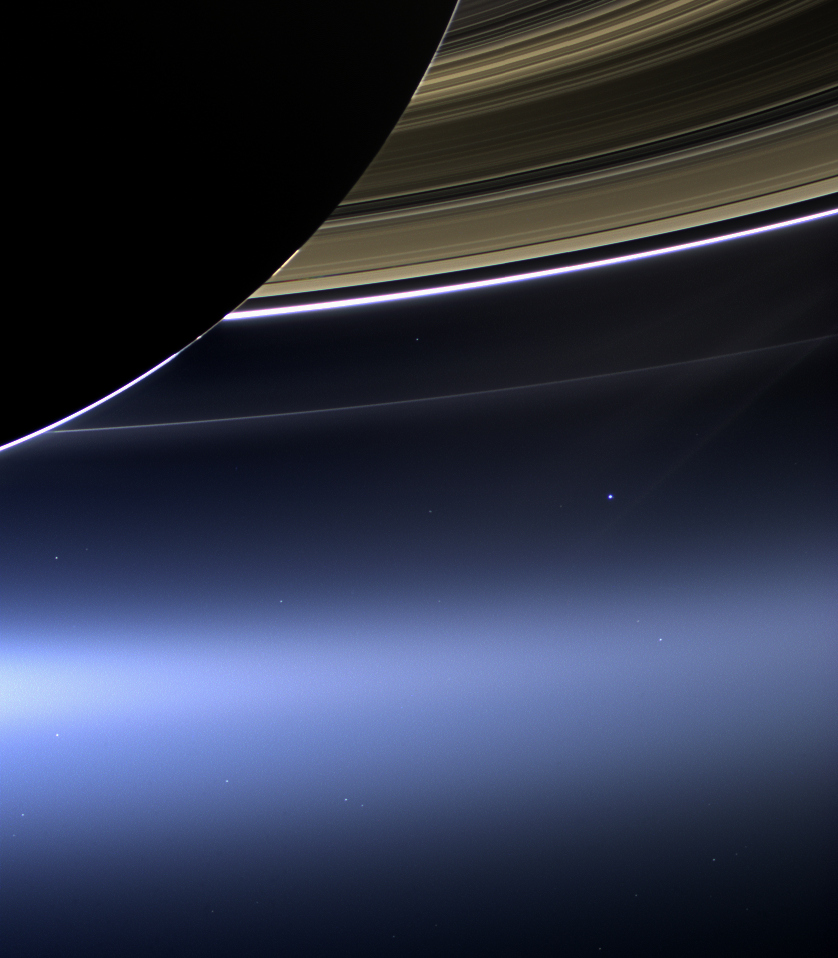
La Terra è il punto blu sotto gli anelli di Saturno in questa immagine ripresa dalla sonda Cassini il 19 luglio 2013.

Mosaico fotografico dalla campagna "Saluto a Saturno" della NASA. Il collage comprende circa 1600 foto scattate dal pubblico il Giorno in cui la Terra sorrise.

Il Giorno in cui la Terra sorrise (The Day the Earth Smiled) si riferisce alla data del 19 luglio 2013, giorno in cui la sonda Cassini si è voltata per catturare un'immagine di Saturno, il suo sistema di anelli e la Terra durante un'eclissi solare, come aveva già fatto due volte nel passato (nel 2006 e 2012) durante i suoi 9 anni in orbita. Il nome si riferisce anche a tutte le attività associate con l'evento. L'idea è stata del leader del Cassini imaging team e scienziata planetaria Carolyn Porco. L'obiettivo era quello di far riflettere l'intera popolazione mondiale sul nostro posto nel cosmo, di meravigliarsi della vita sulla Terra, e nel momento in cui venivano scattate le foto, di guardare in su e di sorridere in festa. Il mosaico definitivo del 19 luglio, elaborato al Cassini Imaging Central Laboratory for Operations (CICLOPS), è stato pubblicato il 12 novembre 2013. La foto include il pianeta Terra, Marte, Venere; e numerose lune di Saturno. Una vista a risoluzione più alta è stata fatta con la macchina fotografia ad angolo stretto di Cassini della Terra e la Luna come punti di luce distinti che è stata pubblicata subito dopo il 19 luglio.

## Eventi
La sonda Cassini ha fatto foto della Terra ad una distanza di circa un miliardo di miglia alle 21:27 UTC, il 19 luglio 2013. Diverse attività sono state pianificate per l'occasione:
- È stato creato il sito web The Day the Earth smiled, portale alle attività associate con il 19 luglio.[8] Sul sito, Carolyn Porco incoraggia il mondo a celebrare la vita sul pianeta Terra e tutto quello che l'umanità ha realizzato nell'esplorazione del sistema solare.
- Astonomers Without Borders (Astronomi senza frontiere) hanno coordinato gli eventi internazionali.[9]
- NASA ha guidato un evento annesso chiamato Wave at Saturn (Saluta Saturno) “per aiutare a riconoscere il significato dello storico ritratto interplanetario nel momento in cui viene scattato”.[10]
- Un concorso Message to the Milky Way (Messaggio alla Via Lattea) è stato organizzato dall'azienda della Porco, Diamond Sky Productions. Questo è stato un concorso a 2 parti: le persone potevano inviare una foto digitale fatta il 19 luglio e/o una composizione musicale. Le foto e composizione vincenti sarebbero state inviate come messaggio agli extraterrestri, “verso la Via Lattea dal Radiotelescopio di Arecibo in Porto Rico”.[11] Questo segue l'esempio del 1974 quando la prima seria comunicazione verso le civilizzazioni aliene, il messaggio di Arecibo, è stata trasmessa da Arecibo.

## Risultati
Le immagini grezze provenienti dalla sonda Cassini sono arrivate a Terra subito dopo l'evento, e un paio di immagini elaborate – un'immagine ad alta risoluzione della Terra e della Luna, e una piccola porzione del mosaico grandangolo che mostra la Terra – sono state pubblicate qualche giorno dopo le sequenze di immagini del 19 luglio.
L'elaborazione dell'intero mosaico è stato svolto al Cassini Imaging Central Laboratory for Operations (CICLOPS) sotto la direzione di Carolyn Porco, ed è durato circa due mesi. Nel corso delle 4 ore che sono servite a Cassini per fotografare l'intera scena larga 404880 miglia, la sonda ha catturato 323 immagini in totale, 141 delle quali sono state usate nel mosaico definitivo. La NASA ha riferito che quell'immagine è la prima in cui quattro pianeti – Saturno, la Terra, Marte e Venere – sono stati catturati tutti in una volta con luce visibile dalla sonda Cassini.  È stata anche la prima volta che il pubblico è stato avvisato in anticipo che la loro foto sarebbe stata scattata dal sistema solare esterno.
La pubblicazione ufficiale del mosaico definitivo dalla NASA il 12 novembre 2013, è stata accolta con clamore dai media di tutto il mondo.  L'immagine è stata messa in copertina del New York Times il giorno seguente. Personaggi pubblici, compreso Seth MacFarlane hanno lodato l'immagine. Il mosaico è stato anche presentato da Carolyn Porco e dedicato alla memoria di Carl Sagan durante una cerimonia alla Library of Congress per celebrare la sua acquisizione degli scritti di Sagan. In più un collage delle immagini presentate da 1600 persone alla Campagna Wave at Saturn è stato pubblicato il 12 novembre.